# Wahlkreis Germersheim
Der Wahlkreis Germersheim (Wahlkreis 51) ist ein Landtagswahlkreis in Rheinland-Pfalz. Er umfasst seit 2021 die verbandsfreien Gemeinde Germersheim und die Verbandsgemeinden Bellheim, Lingenfeld und Offenbach an der Queich.

## Wahlkreishistorie
Zur Landtagswahl von 1991 wurde das Wahlrecht in Rheinland-Pfalz reformiert. Hatte es zuvor als reines Listenwahlrecht fungiert, so wurde fortan – wie bei Bundestagswahlen und Landtagswahlen der meisten anderen Bundesländer – in ein Zweistimmenwahlrecht umgeändert, bei dem ein Teil der Abgeordneten direkt über Wahlkreise gewählt wird. Der Wahlkreis Germersheim umfasste zunächst die verbandsfreien Städte Germersheim und Wörth am Rhein sowie die Verbandsgemeinden Bellheim, Hagenbach, Jockgrim, Kandel und Rülzheim. Auf diese Weise deckte er damals fast den gesamten namensgebenden Landkreis Germersheim ab; lediglich die Verbandsgemeinde Lingenfeld wurde dem benachbarten Wahlkreis Landau in der Pfalz zugeschlagen.
Aufgrund des überdurchschnittlichen Bevölkerungswachstum wechselte bereits zur Landtagswahl 2006 die Verbandsgemeinde Kandel in den Wahlkreis Südliche Weinstraße. Dennoch blieb der Wahlkreis Germersheim sehr einwohnerreich. Im Zuge einer grundlegenden Neueinteilung der Landtagswahlkreise innerhalb der Südpfalz erhielt er zur Landtagswahl 2021 deshalb einen kompletten Neuzuschnitt. Die Stadt Wörth sowie die Verbandsgemeinden Hagenbach, Jockgrim und Rülzheim wechselten daraufhin in den neu geschaffenen Wahlkreis Wörth am Rhein, während der Wahlkreis Germersheim im Gegenzug vom Wahlkreis Landau die Verbandsgemeinden Offenbach und Lingenfeld erhielt. Durch erstere umfasst er damit erstmals ein Gebiet jenseits des namensgebenden Landkreises.
Bis 2016 war der Wahlkreis fest in der Hand der CDU. 1991, 1996 und 2001 siegte jeweils Manfred Kramer, 2006 Thomas Gebhart und 2011 sowie 2016 Martin Brandl. 2021 fiel das Direktmandat jedoch an Markus Kropfreiter von der SPD. Er siegte mit insgesamt lediglich vier Stimmen Vorsprung auf den CDU-Kandidaten Tobias Baumgärtner. Zum einen war es das knappste Resultat, das je bei einer rheinland-pfälzischen Landtagswahl zur Erlangung eines Direktmandats erzielt wurde, zum anderen waren die 27,2 % das niedrigste prozentuale Ergebnis eines Direktkandidaten, der in diesem Bundesland bei einer Landtagswahl ein Direktmandat errang.

## Wahl 2021
Für die Landtagswahl 2021 traten folgende Kandidaten an:
| Direktkandidaten   | Partei           | Wahlkreisstimmen in % | Landesstimmen in % |
| ------------------ | ---------------- | --------------------- | ------------------ |
| Markus Kropfreiter | SPD              | 27,2                  | 33,8               |
| Tobias Baumgärtner | CDU              | 27,2                  | 23,9               |
| Matthias Joa       | AfD              | 14,2                  | 14,1               |
| Andy Becht         | FDP              | 11,8                  | 7,2                |
| Marc-Andre Pantea  | Grüne            | 9,9                   | 8,0                |
| –                  | Die Linke        | –                     | 2,0                |
| Volker Hardardt    | Freie Wähler     | 9,7                   | 5,2                |
| –                  | Piraten          | –                     | 0,5                |
| –                  | ÖDP              | –                     | 0,7                |
| –                  | Klimaliste       | –                     | 0,7                |
| –                  | Die PARTEI       | –                     | 1,0                |
| –                  | Tierschutzpartei | –                     | 1,9                |
| –                  | Volt             | –                     | 0,9                |

Ursprünglich stellte auch die Partei Die Linke mit Jürgen Strantz einen Wahlkreiskandidaten für die Landtagswahl auf, dieser verunglückte jedoch am 15. Februar 2021 tödlich. Die Partei kündigte an, keinen Ersatzkandidaten aufzustellen, sodass die Wahl im betroffenen Wahlkreis nachgeholt werden muss.

## Wahl 2016
Bei der Landtagswahl 2016 umfasste der Wahlkreis die verbandsfreien Gemeinden Germersheim und Wörth am Rhein sowie die Verbandsgemeinden Bellheim, Hagenbach, Jockgrim und Rülzheim und somit den größten Teil vom Landkreis Germersheim.
Die Ergebnisse der Wahl zum 16. Landtag Rheinland-Pfalz vom 13. März 2016:
| Direktkandidaten            | Partei       | Wahlkreisstimmen | Landesstimmen |
| --------------------------- | ------------ | ---------------- | ------------- |
| Barbara Schleicher-Rothmund | SPD          | 29,8 %           | 32,6 %        |
| Martin Brandl               | CDU          | 35,3 %           | 30,0 %        |
| Ursula Radwan               | GRÜNE        | 4,9 %            | 4,4 %         |
| Andy Becht                  | FDP          | 7,3 %            | 6,2 %         |
| Paul Lehr                   | DIE LINKE    | 2,7 %            | 2,3 %         |
| Manfred Petry               | Freie Wähler | 3,8 %            | 2,4 %         |
| Matthias Joa                | AfD          | 16,2 %           | 18,5 %        |

Martin Brandl (CDU) zog als direkt gewählter Abgeordneter in den Landtag ein, über die Landesliste Barbara Schleicher-Rothmund (SPD) und Matthias Joa (AfD). Für Schleicher-Rothmund rückte 2018 Katrin Rehak-Nitsche nach.

## Wahl 2011
Die Ergebnisse der Wahl zum 16. Landtag Rheinland-Pfalz vom 27. März 2011:
| Direktkandidaten                  | Partei       | Wahlkreisstimmen | Landesstimmen |
| --------------------------------- | ------------ | ---------------- | ------------- |
| Barbara Schleicher-Rothmund       | SPD          | 34,9 %           | 37,1 %        |
| Martin Brandl                     | CDU          | 40,2 %           | 35,9 %        |
| Andy Becht                        | FDP          | 4,1 %            | 3,6 %         |
| Annette Krysmansky                | GRÜNE        | 10,1 %           | 12,7 %        |
| Peter Frank                       | DIE LINKE    | 2,5 %            | 2,5 %         |
| Christel Schmidt                  | REP          | 2,7 %            | 2,1 %         |
| Rüdiger John                      | ödp          | 1,1 %            | 0,8 %         |
| Michael Braun                     | Freie Wähler | 4,3 %            | 2,7 %         |
| –                                 | Sonstige     | –                | 1,7 %         |
| Wahlberechtigte: 69.144 Einwohner |              |                  |               |
| Wahlbeteiligung: 60,6 %           |              |                  |               |

- Direkt gewählt wurde Martin Brandl (CDU)[9]
- Barbara Schleicher-Rothmund (SPD) wurde über die Landesliste (Listenplatz 13) in den Landtag gewählt.[11]

## Wahl 2006
Ursprünglich gehörte auch die Verbandsgemeinde Kandel zum Wahlkreis, diese wurde mit der Landtagswahl 2006 dem Wahlkreis Südliche Weinstraße zugeordnet.
Die Ergebnisse der Wahl zum 15. Landtag Rheinland-Pfalz vom 26. März 2006:
| Direktkandidaten                  | Partei   | Wahlkreisstimmen | Landesstimmen |
| --------------------------------- | -------- | ---------------- | ------------- |
| Barbara Schleicher-Rothmund       | SPD      | 37,5 %           | 45,6 %        |
| Thomas Gebhart                    | CDU      | 42,8 %           | 34,6 %        |
| Andy Becht                        | FDP      | 7,6 %            | 6,7 %         |
| Karin Marsiske                    | GRÜNE    | 4,0 %            | 3,6 %         |
| Alfons Braun                      | REP      | 4,7 %            | 3,6 %         |
| Johannes Resch                    | ödp      | 0,9 %            | 0,7 %         |
| Ulrike Wirges                     | WASG     | 2,5 %            | 2,1 %         |
| –                                 | Sonstige | –                | 3,2 %         |
| Wahlberechtigte: 68.033 Einwohner |          |                  |               |
| Wahlbeteiligung: 57,8 %           |          |                  |               |

- 2006 wurde Thomas Gebhart (CDU) direkt gewählt, aufgrund seiner Wahl in den Deutschen Bundestag legte er sein Landtagsmandat 2009 nieder. Sein Nachfolger im Landtag wurde zum 28. Oktober 2009 Martin Brandl.[12]
- Barbara Schleicher-Rothmund (SPD) wurde über die Landesliste (Listenplatz 26) in den Landtag gewählt.[14]

## Wahlen seit 1996
| Partei           | 1996   | 2001   | 2006   | 2011   |
| ---------------- | ------ | ------ | ------ | ------ |
| SPD              | 39,5 % | 43,4 % | 45,6 % | 37,1 % |
| CDU              | 38,3 % | 39,5 % | 34,6 % | 35,9 % |
| FDP              | 6,0 %  | 4,4 %  | 6,7 %  | 3,6 %  |
| GRÜNE            | 6,8 %  | 4,1 %  | 3,6 %  | 12,7 % |
| DIE LINKE        | –      | –      | –      | 2,5 %  |
| REP              | 6,4 %  | 4,2 %  | 3,6 %  | 2,1 %  |
| ödp              | 1,6 %  | 0,8 %  | 0,7 %  | 0,8 %  |
| FREIE WÄHLER     | –      | 1,7 %  | 0,8 %  | 2,7 %  |
| WASG             | –      | –      | 2,1 %  | –      |
| NPD              | 0,3 %  | 0,6 %  | 0,8 %  | 1,1 %  |
| Sonstige         | 1,1 %  | 1,3 %  | 1,5 %  | 1,5 %  |
| Wahlberechtigte: | 74.347 | 76.727 | 68.033 | 69.144 |
| Wahlbeteiligung: | 73,3 % | 64,2 % | 57,8 % | 60,6 % |

Anmerkung
Die Werte für das Jahr 2001 entsprechen den Vergleichszahlen zur Wahl 2006; die Werte in der Tabelle des Landeswahlleiters für das Jahr 2001 weichen davon geringfügig ab, weil 2001 zum Wahlkreis Germersheim auch die Verbandsgemeinde Kandel gehörte.

## Bisherige Abgeordnete
Direkt gewählte Abgeordnete des Wahlkreises seit 1991 waren:
| Wahl           | Name           | Partei | Erststimmen |
| -------------- | -------------- | ------ | ----------- |
| 21. April 1991 | Manfred Kramer | CDU    |             |
| 24. April 1996 | Manfred Kramer | CDU    |             |
| 25. März 2001  | Manfred Kramer | CDU    |             |
| 26. März 2006  | Thomas Gebhart | CDU    | 42,8 %      |
| 27. März 2011  | Martin Brandl  | CDU    | 40,2 %      |